# Sternopygus xingu
Sternopygus xingu är en fiskart som beskrevs av Albert och Fink, 1996. Sternopygus xingu ingår i släktet Sternopygus och familjen Sternopygidae. Inga underarter finns listade i Catalogue of Life.